# Serail van Baabda
Het Serail van Baabda (سراي بعبدا) is een historisch gebouw in Baabda, Libanon. Het is een van de belangrijkste historische monumenten en de oudste officiële gebouwen van Libanon. Het serail speelde een sleutelrol in de geschiedenis van Libanon tussen 1860 en 1916, tijdens de periode van het Moutassarifaat van het Libanongebergte. Het paleis is gebouwd van of zandsteen, en heeft een kasteelachtige architectuur, met vier hoektorens, en een oppervlakte van 7852 m² verdeeld over twee verdiepingen rondom een binnenplaats. Vandaag de dag herbergt het serail het hoofdkwartier van het gouvernement van Libanongebergte en verschillende administratieve kantoren. Op de eerste verdieping bevinden zich het gendarmeriestation en het kantoor van de gerechtelijke politie. Hier bevinden zich ook de kantoren van onder andere het gouvernement van Libanongebergte, de algemene beveiliging en het National News Agency (NNA). Het gebouw moet grondig worden gerestaureerd en werd in 2008 op de Libanese monumentenlijst geplaatst.

## Geschidenis
Het paleis werd gebouwd in The palace was built in verschillende fases, te beginnen in 1775 door Emir Haidar Shihab, nadat de familie Shihab aan de macht was gekomen in Baabda door een huwelijksverbond. Na zijn dood in 1851 zette zijn zoon, prins Melhem Shihab, de bouw van het paleis voort, dat tot 1883 eigendom bleef van de Shihab prinsen. Tijdens het mutasarrifaat gebruikte de eerste mutasarrif, Dawoud Pacha (1861-1868), het paleis van prins Asaad Shihab, gelegen in de buurt van Baabda, als zijn administratieve zetel. Na 1868 huurde generaal Franco Pacha het paleis van prins Haidar en maakte er het centrum van zijn administratie van.

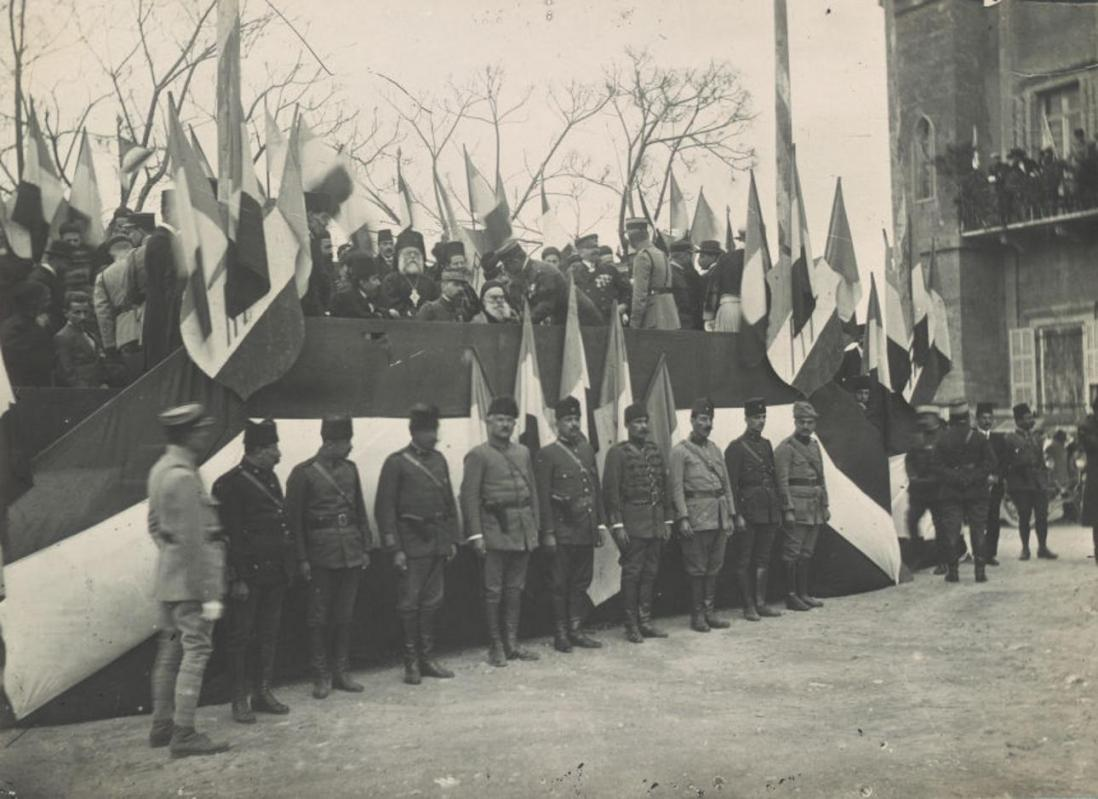
Zicht op de officiële tribune tijdens het bezoek van generaal Gouraud (vergezeld door de maronitische patriarch Elias Peter Hoayek) aan de Baabda-seraglio.

Met het mandaat van Rustom Pacha in 1872 verhuisden de regeringskantoren van Baada. Rustom stond bekend om zijn haat tegen de christelijke geestelijkheid. Hij slaagde erin - met de hulp van de Franse consul in Beiroet, Mr. Tricot - om bisschop Pierre Boustani naar Jeruzalem te verbannen. De inwoners van Libanon, vooral die van Baabda, kwamen in opstand en tekenden een petitie uit protest. Woedend verhuisde Rustom Pacha de zetel van het mutasarrifaat naar het paleis van de Shihab prinsen in de wijk Haret El-Battem in Hayy, wat negatieve gevolgen had voor de economische, sociale en algemene leefomstandigheden in Baabda. Deze overdracht wekte de woede op van de inwoners van Baabda, die hadden geprofiteerd van de welvaart onder de heerschappij van de Shihab prinsen, en zij vormden een commissie om het paleis terug te kopen. Bij de komst van de nieuwe mutasarrif, Vaso Pacha, in 1882, en om deze erfenis te behouden, kochten ongeveer 250 families van Baabda het paleis van Emir Haïdar Shihab van de erfgenamen voor een aanzienlijk bedrag (1000 Ottomaanse gouden livres in die tijd). Nadat een commissie van twaalf leden was gevormd - die ongeveer dertig jaar vooruitliep op de westerse belastingpraktijken - werd besloten om een progressieve inkomstenbelasting in te voeren om het geleende bedrag terug te betalen. "Iedere man tussen de 20 en 60 jaar, ingeschreven in de registers van Baabda, moest een aantal piasters betalen op basis van zijn inkomen en deze mondelinge toezegging werd door iedereen nageleefd," staat in de brochure van de gemeente Baabda. De bewoners vormden een comité dat verschillende families vertegenwoordigde en zorgden voor een verkoopbelofte van de erfgenamen van Shihab, in afwachting van het verzamelen van de benodigde fondsen. Ze kregen een toezegging van de Beiroetse zakenman Selim Elias Helou, die ermee instemde om het benodigde bedrag te lenen dat over twintig jaar met rente moest worden terugbetaald. Youssef Beck Saab rondde de overeenkomst af en nam contact op met mutasarrif Vaso Pacha om hem ervan te overtuigen het Shihab paleis als de officiële zetel van het mutasarrifaat te vestigen, een voorstel dat hij accepteerde na overleg met de Libanese Administratieve Raad. Het paleis werd dus aangeboden aan de nieuwe mutasarrif, die het veranderde in een regeringsseraglio, de officiële zetel van het mutasarrifaat van de Libanonberg. Sinds die tijd heeft het Baabda-paleis een centrale rol gespeeld in het bestuur van de berg Libanon en later in Libanon na de onafhankelijkheid in 1943. Het diende als de administratieve zetel van de regio tot het einde van het Franse mandaat in 1943, voordat het het administratieve centrum werd van het gouvernement Libanonberg. Hier vonden de eerste Libanese regeringsraden plaats na de onafhankelijkheidsverklaring in 1920 en werden de parlementsverkiezingen van het gouvernement gehouden, waarvan sommige zeer controversieel waren (1947). In 1982, tijdens de Israëlische invasie van Libanon, bekend als "Operatie Vrede voor Galilea", maakte Ariel Sharon er een korte verschijning en bleven Israëlische pantsereenheden 48 uur lang op de buitenplaats.

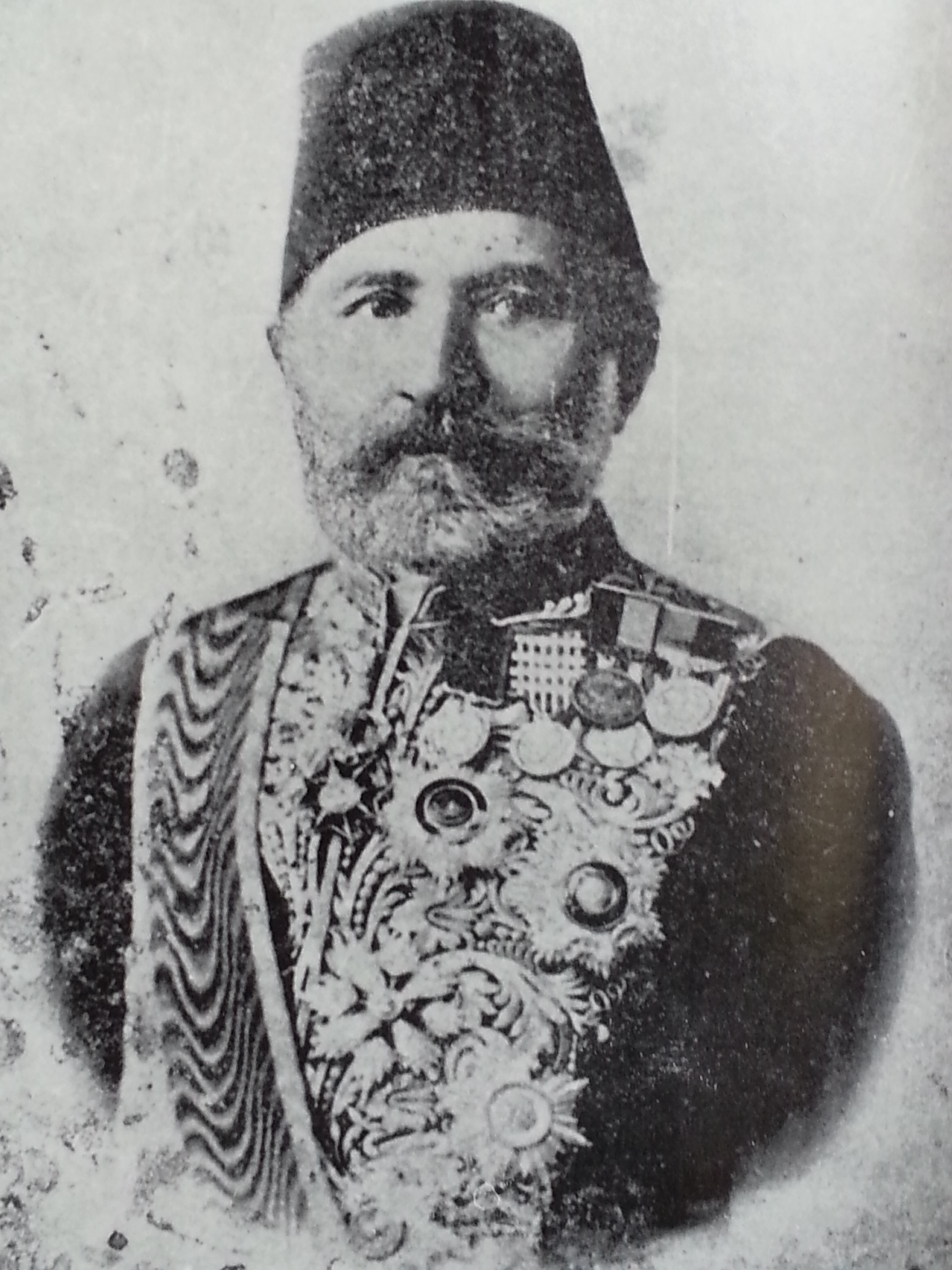
Vaso Pasha, fourth Mutasarrif of Mount-Lebanon (1883–1892)

Een van de documenten die momenteel wordt bewaard door de heer Fares Mallat bevat 250 handtekeningen en stelt het volgende: "Wij, ondergetekenden, hebben Anton Effendi uit ons dorp Baabda belast met de aankoop van de seraglio bekend als het eigendom van de erfgenamen van wijlen emir Melhem Shihab gelegen in het dorp, voor de prijs die hij geschikt acht - of deze nu onmiddellijk wordt betaald of uitgesteld - en dat wij hem zullen terugbetalen. Wij, de ondertekenaars, wensen de aankoop af te ronden en de seraglio als een geschenk zonder compensatie aan te bieden aan de regering van het mutasarrifaat van de Libanonberg, en vertrouwen haar het volledige beheer en de autoriteit over deze daad toe."
Vandaag de dag is het paleis een symbolische plek en is het bestemd voor cultureel gebruik, met name als museum. De renovatie van het paleis en de zoektocht naar financiering voor dit project zijn sinds 2007 het onderwerp van uitgebreide discussies. Lokale autoriteiten en culturele verenigingen hebben projecten opgezet om het paleis te restaureren en om te vormen tot een cultureel centrum waar kunsttentoonstellingen, muziekevenementen en optredens kunnen plaatsvinden. Dankzij de aanhoudende inspanningen van de ALDL (Libanese Vereniging voor Lokale Ontwikkeling) werd het historische seraglio van Baabda op 30 maart 2008 bij decreet nr. 18 op de lijst van beschermde monumenten geplaatst. De Turkse ambassade in Libanon heeft interesse getoond in het paleis, met name vanwege de Ottomaanse architectuur. Hij verklaarde dat er een oprechte intentie is om het gebouw te restaureren, hoewel er nog geen specifiek project is vastgesteld, en dat er besprekingen zullen worden gestart met de Raad voor Ontwikkeling en Wederopbouw om een passende aanpak te bepalen.